# 桂雏菊
桂雏菊（日语：桂 ヒナギク（かつら ひなぎく））為日本漫畫家畑健二郎原作漫畫《旋風管家》中登場的角色。日文動畫版本由伊藤静配音；台灣版本為姚敏敏配音；香港Animax版本由鄭佩嘉配音，香港TVB版本為黄紫娴配音。

## 經歷
原本姓氏不詳，5歲那年父母留下八千萬元高利貸的債務後失蹤，和姊姊桂雪路一起被雪路的小學老師收養，就讀於白皇學院。現任白皇學生會會長。

## 人物介紹
才色兼備、努力上進的女孩，但克服不了自己的懼高症。
有責任感、性格耿直、不服輸。與擔任教師的姊姊有完全不一樣的評價。
因為有男孩子般的帥氣，在每年情人節時都會收到很多包含花菱美希在內的女孩子們给的巧克力，本人對這件事情很苦惱。
在漫畫官方人氣投票「連續三回」以第二名2倍以上的壓倒性票數奪下第一名。
喜好的食物為咖哩及漢堡排。
與小凪和瑪莉亞不同：雖然功課也很好，但是相較於她們的天才頭腦來說，是屬於努力型的人物。她每天都會花費五至六小時複習課業，外加學生會的工作繁忙及小時候家庭曾經欠債的關係養成節儉個性的緣故，因此甚少花錢在接觸文學、遊戲和歌曲上面，在摩天輪唱歌那集只想到丸子三兄弟（香港TVB版本是瑪莉有隻小綿羊）。小颯約雛菊去遊樂園時是雛菊第一次到遊樂園，而在小颯和瑪莉亞被小凪安排去約會和小步跟蹤時是雛菊第一次進水族館。
曾經在銀杏商店街的祭典扮演英雄銀色雷德。雖然說前提是在保密身份才答應演出的，不過在神社問答時被感覺敏銳的西澤步察覺出真實身份。
在漫畫第284話中曾經和小颯間接接吻。
由於雅典娜恢復力量需要借助白櫻之力，因此自己被她指定為「媽媽」，之後被自己喜歡小颯的秘密為把柄之下和她暫時住進紫之館的202號房間（見漫畫第310話）三個月。
目前的生活作息是早上五點起床後慢跑一個小時，七點半就去上學，放學後還要處理學生會的事務或是去打工直到七點半才回家，吃完晚餐後念書念到11點就去洗澡睡覺。
靈感十分之強，雖然看不見神父，但是能感覺到神父的存在及氣息（見漫畫360話），但以前能看到神父（見漫畫單行本第9卷第7話「人偶祭之時～鬼隱篇～」）。
在漫畫單行本第9卷第3話「SUCCESSFUL MISSION」中，知道小颯對戀愛要有的實力是什麼之後，幫小颯的前女朋友起了「惡之女王」這名稱（這時並不知道小雅是小颯的女朋友）。

## 外貌
粉紅色長髮，黃綠色眼晴。胸部較小，本人對此也很在意。為了活動方便，裙子底下常穿著安全褲。

## 能力
是歷屆兩位在高中一年级就當上高中部學生會長的其中一位，另一位是年僅10歲就跳級至高中部的瑪莉亞。
劍道社的社長，使用鷺之宫家傳之寶：名匠正宗所制作的木刀「正宗」。正宗一旦離開了伊澄的手，很快就會跑到雛菊的手上（但貌似只是作者的哏）。雅典篇去救出被彌達斯王附身的雅典娜時則是使用名劍「白櫻」，之後便代替了雅典娜成為白櫻的新擁有者，會被白櫻認主的原因則不明。
在動畫第一季第27＆28話中的管家戰鬥大會中，作為花菱美希的臨時管家登場，並運用其精湛的劍術打進冠軍戰，但敗給小颯。（此為動畫版原創劇情。）
除了劍道、唸書、料理等等之外還有很多擅長的事，基本上什麼都會。唯一不足的大概就是有懼高症吧。

## 人際關係
由於5歲時父母突然失蹤，因此有「喜歡的人會突然消失」這樣的想法而害怕戀愛。
親人：雖然小時候很窮，但還是很希望親生父母能送给自己生日禮物。但也因為高利貸使兩姐妹不但失去父母、還必須在冬天露宿公園差點凍死，因此絕對禁止姊姊借高利貸。雖然常常、斥責姊姊並對姊姊的個性頭痛不已，但是心裡仍然十分重視姊姊。雖然喜歡現在的養父母，但也喜歡自己的親生母親。
桂雪路：
- 雛菊的親姊姊。由於姊姊個性亂來且薪水都拿去買酒喝，因此常常向雛菊借錢（目前借了四萬元且尚未還清）而常常受到雛菊的斥責。不過在黃金週旅行時，在情感上失意的時候，雪路特地來到了希臘並安慰處於失意中的雛菊。

小颯與和他有關的朋友們：
綾崎颯：
- 初次見面是小颯要給小凪送便當的時候，雛菊帶他去了學生會所在的鐘塔的頂部，讓他看看鐘塔外的風景。雛菊開始稱颯為「小颯」（ハヤテ君），但在自由馬拉松大會後因為產生對抗意識，曾一度稱之為「綾崎」（綾崎君）[9]。後來小颯因故暫住雛菊家的時候開始對他有所在意，而第二天從西澤步口中得知有同樣的「父母欠債，拿小孩子抵押后失蹤」的經歷，而慢慢地被颯吸引，但是因為有「喜歡的人會突然消失」的想法，所以一直不敢確認這份感情。之後自己生日時跟小颯在學生會辦公室單獨相處，小颯陪伴雛菊觀看鐘塔外的夜景時（見漫畫單行本第10卷第2話），才發現自己確實已經喜歡上了小颯（雛菊亦開始稱回「小颯」）。但又因為之前曾答應小步要幫忙她與小颯的愛情而苦惱。而且在與小颯相遇前，没有任何戀愛經驗。在那時後和小颯獨處時有時會顯露出嬌羞的一面。由於個性不服輸，一開始堅決不向小颯告白，但在雅典和小颯一起共進晚餐之後一度要告白時小颯卻說出他有喜歡的人而默然把話吞了回去，並叫他對雅典娜表明自己的感情，在這之後陷入了低潮，但被姊姊和小步鼓勵。爾後聽到小颯和雅典娜分手之後，還是沒有放棄對他的感情。但也因為其傲嬌的性格而常常讓小颯誤以為自己常惹雛菊生氣，甚至讓他有「要是再被雛菊小姐討厭就不好了」的念頭。黃金週過後自己和小颯意外成為小雅典娜的「父母親」時雖然必須住進紫之館，可是害羞的她則逃走（雖然最後還是入住了）。最近由於小颯對女性的粗神經發作而不斷踩她地雷，讓她不時有「為什麼我會喜歡上這樣的人」的想法。

西澤步：
- 最初是情人節當天小步要送小颯巧克力被學校保鑣欄下後雛菊替她解圍而認識，過程中雛菊幫了小步一把，之後在種種機緣之下兩人成為好友。一開始站在聲援的角度支持小步與小颯的戀情，隨後卻發現自己也喜歡上小颯而「背叛」了她。之後向小步坦承自己喜歡小颯之後兩人的關係正式成為情敵，但小步也沒有為這件事翻臉而斷絕與雛菊的交情，彼此之間反而有著超越情敵關係之間的友情，尤其是在神社猜謎事件中，因為當時的情形讓她覺得有點內疚，為了回報小步當時原諒她的這份溫柔，不顧自己有懼高症仍努力爬上高處，最後幫助小步獲得冠軍而得以去愛琴海。小步亦察覺到這位英雄是雛菊所扮的，為了加深彼此間的友誼，找了雛菊和她一起出遊。雅典行的最後一天雛菊因為小颯說出有喜歡的人之後陷入低潮，小步也是當時陪伴她以及鼓勵她的人。

三千院凪：
- 對小凪來說，雛菊就像她的姐姐，很溫柔、卻也很嚴格；但兩人還不知道彼此也是情敵。二年級時開始同班。黃金週過後，小凪查覺到夢想與現實的差異而處於消沉狀態時，安慰她說：沒有事情一開始都能簡單的完成，而且還有很多事是想做卻做不出來的。

瑪莉亞：
- 同樣在高中一年級就擔任學生會長。在前往下田之旅的列車上，雛菊向瑪莉亞以「第三人稱」（我一個朋友）的方式坦承自己和明明說要幫別人（小步）加油但自己卻和她喜歡上同一個男生（小颯），瑪莉亞則回應這是「背叛」，不過相信在那個人的心中已經有答案並知道該怎麼做；之後雛菊對這件事一直困擾著，後來在摩天輪上鼓起勇氣才對小步坦承。

天王州雅典娜：
- 一年級時跟雅典娜很好。後來想改口叫雅典娜「小雅」，使雅典娜回憶起小時候小颯也這麼叫她。雅典娜生氣地說：「能這麼叫我的人已經不存在了。」之後關係漸漸疏遠。黃金週過後，不知何故而變小的雅典娜有一天出現在白皇學院，並對雛菊叫聲「媽媽」(第300話)，因為她恢復力量需要藉助白櫻之力，並以雛菊喜歡小颯的秘密為把柄強迫她住三個月(第301.302話)。

水蓮寺琉加：
- 某日琉加找小颯出來時雛菊也跟著去而見面，之前琉加聽千櫻說雛菊是「比鋼彈還強的學生會長」，雛菊看了琉加的同人誌後，直率地說出了自己的想法。雖然看不出琉加的漫畫走向，但肯定她的才能，也決定了要幫助她的念頭。在雛菊的指導下，6/12那天的同人誌銷售會上琉加的同人誌全銷售一空，並受到了好評。

白皇的同學：二年级開始，和大小姐、小颯、學生會3人组、鷺之宫伊澄、橘亘、霞愛歌、春風千櫻等人同班，班主任是姐姐桂雪路。
學生會三人組（花菱美希、朝風里沙、瀨川泉）：
- 二年級開始雛菊和學生會三人組同班。對於同為學生會成員卻常常什麼事都不作又惹出一堆事件的三人組雛菊時時注意她們的各種行為。三人組中的花菱美希疑似對雛菊帶有愛慕之意，並曾在情人節送巧克力給雛菊。另外雛菊在白皇學院女兒節慶典時的生日會也是三人組舉行的。

鷺之宮伊澄：
- 在小颯等人前往虎之穴時，擔心他們一行人的她前往教會時碰上了受到修女的委託前來除魔的伊澄，伊澄在那時將鷺之宮家的傳家寶木刀「正宗」借給了她，此後正宗離開了伊澄的手便會跑到雛菊的手上。情緒方面的控制也受到伊澄的讚賞。二年級時開始同班，在雅典的地下迷宮時曾經一時將「迷路」的伊澄誤以為是怪物，在267話長出驢耳朵時也去找伊澄商量過。

霞愛歌：
- 白皇學生會的副會長，幫忙雛菊處理學生會的事務。雖然雛菊很有能力是眾所周知的事實，不過愛歌主要是基於她有懼高症的原因而推薦她當學生會長，偶爾還會調侃她。二年級時同班。

春風千櫻：
- 白皇學生會的書記，也幫忙雛菊處理學生會的事務，雛菊稱呼她為「櫻子」。目前雛菊不知道千櫻擔任女僕的事，僅知道她有打工而已。二年級時同班。目前同樣和她住在紫之館。

## 軼事

### 获奖
- 在第一次、第二次以及第三次角色人氣投票中都獲得比二、三名總和還多的壓倒性票數，贏得人氣第一名。（在第二次角色人氣投票中獲得4185票，第三次4089票）[11]

- 在2009年分別获得國際最萌聯盟比賽的紅寶石項鍊（Ruby Necklace）及后冠（Havenly Tiara）。[12]

## 外部連結
- （日語）《爆笑管家工作日誌》動畫官方網站中的角色介紹頁 （页面存档备份，存于）
- （日語）《週刊少年Sunday》官方網站，《爆笑管家工作日誌》的角色介紹頁
- （日語）《旋風管家》官方網站 （页面存档备份，存于）